# Else Gürleth-Hey
Else Gürleth-Hey (* 16. August 1869 in München; † 12. März 1946 in Starnberg) war eine deutsche Blumen- und Porzellanmalerin, Dozentin und Privatlehrerin.

## Leben
Else (Elisabeth Dorothea) Hey war die Tochter des Komponisten, Gesanglehrers und Professors an der Münchner Akademie für Tonkunst Julius Hey und seiner ersten Ehefrau, Amalie Karoline, geborene Benfey. Mit ihren Geschwistern Karl Oskar (1866–1943), Paul (1867–1952), Ottilie (* 1873; genannt Otti; verh. Roth), Siegfried (1875–1963) und Johannes Julius (d. i. Hans Erwin Hey, 1877–1943) wuchs sie in München auf.
Sie studierte an der Kunstgewerbeschule in München Aquarelltechnik bei der Malerin Olga Weiß (1835–1898), Gobelin-Malerei bei Heinrich Stelzner (1833–1910) und in der Klasse von Tina Blau-Lang (1845–1916) und legte das Zeichenlehrerinnenexamen mit Auszeichnung ab. Anschließend wechselte sie an die Porzellanmanufaktur in Berlin, die von Alexander Kips (1858–1910; tätig 1886–1908) geleitet wurde.
Else Hey war zunächst als Blumenmalerin tätig und betrieb eine private Malschule für Blumen-, Stillleben- und Landschaftsmalerei in Öl-, Aquarell- und Temperatechnik in München, Pündterstraße 12. Hier war um 1897 unter anderem Johanna von Destouches (1869–1956) ihre Schülerin. Mit dem 25. Oktober 1903 wurde sie an die Münchner Kunstgewerbeschule berufen, wo sie bis 1907 in der „weiblichen Abteilung“ die Spezialklasse für Blumenmalen in Gouache- und Aquarelltechnik sowie die Fachklasse für Porzellanmalerei leitete und zeitweise die Vertretung im Fach Ornament- und Naturzeichnen übernahm. Studienreisen führten sie nach Südtirol, an den Gardasee und nach Florenz. In Tegernsee erteilte sie Sommerunterricht in Landschafts- und Blumenmalerei. Sie war Mitglied des Münchner Künstlerinnenvereins (1898 Ehrenpreis), des Münchner Kunstvereins und des Vereins Münchner Aquarellisten (VMA).
Porzellanmalereien stellte sie im Bayerischen Kunstgewerbeverein aus. Mit Aquarellen und Temperagemälden war sie in Ausstellungen der Berliner Secession (1900), im Münchner Kunstverein (1905, 1913) und in den Jahresausstellungen im königlichen Glaspalast (1918, 1919, 1920, 1927) vertreten. 1943 zog sie von München nach Gauting, dem Wohnort ihres Bruders Paul, um. Verheiratet war sie mit dem Offizier Hermann Gürleth, die Ehe wurde 1908 geschieden.

## Werke (Auswahl)
- Levkojen: Zweite Ausstellung der Berliner Secession 1900
- Azaleen, Gouache: Jahresausstellung im Glaspalast, München 1918
- Lindenzweig, Aquarell, Blühender Flox, Öl: Jahresausstellung im Glaspalast, München 1919
- Lindenblüten, Gouache: Jahresausstellung im Glaspalast, München 1920
- Hortensien, Aquarell: Jahresausstellung im Glaspalast, München 1927